# Giang Hải, Giang Môn
Giang Hải (chữ Hán giản thể: 江海区, âm Hán Việt: Giang Hải khu) là một quận thuộc địa cấp thị Giang Môn, tỉnh Quảng Đông, Cộng hòa Nhân dân Trung Hoa. Giang Hải có diện tích 107 km², dân số năm 2003 là 150.000 người. Quận Giang Hải có mã số bưu chính 529000, mã vùng điện thoại 0750. Quận Giang Hải được chia ra 5 nhai đạo: Giang Nam, Khiếu Bắc, Khiếu Đầu, Lễ Nhạc.
- Nhai đạo biện sự xứ: Hoàn Thị, Thương Hậu, Đề Đông, Bắc Nhai, Bạch Sa, Hồ Liên.
- Trấn: Đường Hạ, Hà Đường, Đỗ Nguyễn.